# Yotsukaidō
Yotsukaidō è una città giapponese della prefettura di Chiba.